# Estrella pobra en heli
En astrofísica, s'anomena estrella pobra en heli a un estel de tipus espectral B químicament peculiar que presenta línies d'heli febles pel seu tipus espectral. Són estrelles B que, de ser classificades segons el seu color, tindrien les seues línies d'heli amb correspondència amb un tipus espectral posterior (és a dir, més fred) diferent del que mostren les seves línies d'hidrogen, i que, de ser classificades segons les seves línies d'heli, tindrien un color massa blau pel seu tipus espectral.
α Sculptoris està classificada com a estrella pobra en heli; θ Hydri, 3 Centauri, 30 Capricorni, 36 Lyncis, 40 Geminorum, TX Leporis, NW Puppis i OV Geminorum són altres estels d'aquest tipus.